# Aleksandra Świercz
Aleksandra Maria Świercz – polska informatyk i bioinformatyk, pracownik naukowy Wydziału Informatyki i Telekomunikacji Politechniki Poznańskiej oraz Instytutu Chemii Bioorganicznej PAN, gdzie pracuje w Pracowni Genomiki.

## Życiorys
W 2002 r. ukończyła informatykę na Politechnice Poznańskiej. Rozprawę doktorską pt. Sekwencjonowanie genomu - algorytmy dla nowych podejść, wykonaną pod kierunkiem prof. Marty Kasprzak, obroniła w 2007 r. na Wydziale Informatyki i Zarządzania PP. W 2019 r. Rada Dyscypliny Informatyka Techniczna i Telekomunikacja Politechniki Poznańskiej nadała jej stopień doktora habilitowanego nauk technicznych na podstawie osiągnięcia pt. Metody meta- i hiper-heurystyczne wykorzystywane w procesie odczytywania genomu.